# عيسى الجعبري
عيسى خيري عيسى الجعبري باحث فلسطيني، حاصل على شهادة البكالوريوس في الهندسة، وشهادة الماجستير في الفقه وأصوله. مهتم بالشؤون العامة والحركات الإسلامية فكرياً وتربوياً.

## حياته
من مواليد مدينة الخليل سنة 1966، أنهى دراسته حتى الثانوية في مدارس مدينة الخليل، وحصل على شهادة التوجيهي سنة 1985. درس الهندسة الكيماوية في الجامعة الأردنية، وتخرج فيها سنة 1990.

عمل بعد التخرج في مجال التجارة، وتولى إدارة الشركة العائلية الخاصة بعائلته. التحق بجامعة القدس المفتوحة، وحصل منها على شهادة البكالوريوس في التربية الإسلامية. ثم حصل على شهادة الماجستير في الفقه الإسلامي وأصوله من جامعة القدس-أبو ديس.
كان ناشطًا في المجال الاجتماعي، فعمل عضوًا متطوعًا في عدة مجالس إدارة للجمعيات الخيرية.
تولى منصب وزير الحكم المحلي في الحكومة الفلسطينية العاشرة التي كان يرأسها الأستاذ إسماعيل هنية.
سجن لدى سلطات الاحتلال الصهيوني 9 مرات أمضى خلالها في السجن نحو 10 سنوات.
عُين وزيرًا للحكم المحلي في الحكومة الفلسطينية العاشرة.
في 26 مارس 2021، اعتقله جيش الاحتلال الإسرائيلي من منزله في مدينة الخليل.

## الحياة الشخصية
متزوج، وأب لأربع بنات.